# Ángel Casimiro de Govantes y Fernández-Angulo
Ángel Casimiro de Govantes y Fernández Angulo (Foncea, 1 de març de 1783 - † Madrid, 27 d'abril de 1852) fou un historiador i jurista espanyol.
Treballà com a Magistrat del Tribunal Suprem de Justícia, i des de 1845 va ser Acadèmic Numerari de la Reial Acadèmia de la Història, de la que en fou tresorer des del 28 de novembre de 1847 fins al 26 de novembre de 1848.
Va fer estudis de geografia hispano-romana i geografia de La Rioja.

## Llibres
- Govantes, Ángel Casimiro. «Seccion II. Comprende La Rioja o Toda la Provincia de Logroño y algunos pueblos de la de Burgos.». A: Real Academia de la Historia. Diccionario geográfico-estadístico-histórico de España y sus posesiones de Ultramar. 1846.  Madrid: Imprenta de los Sres. Viuda de Jordan e Hijos., 1846, p. 348. ISBN 84-505-3985-4.

### Dissertacions
- Disertación que contra el nuevo sistema establecido por el Abate Masdeu en la cronología de los ocho primeros reyes de Asturias; y en defensa de la cronología de los dos cronicones de Sebastián y de Albelda presenta.(publicat el 1886)
- Disertación, que acerca de las antiguas mansiones romanas Atiliana y Barbariana, que en el itinerario de Antonio Augusto seguían a Virovesca en dirección de Poniente a Oriente, o de Astorga a Zaragoza. (Madrid, 28 de maig de 1841)
- Disertación, que sobre la localidad de las cuatro mansiones romanas, que en el camino de España a la Aquitania por Pamplona seguían a Virovesca, hoy Briviesca, según el itinerario de Antonio Augusto Vindeleia, en Tolomeo Vendelia (Foncea); Deóbriga (Briñas), en el Revenate Sobobriga; ambas de los Autrigones; Beleia en el Ravenate Velevia; y Suisatio en Tolomeo Suestatium de los Caristos. (Madrid, 28 de maig de 1841)
- Disertación sobre la situación de la antigua ciudad Contrebia Leucade. (Madrid, 22 d'octubre de 1841)